# Volodymyr Boshchuk
Volodymyr Boshchuk (en ukrainien : Володимир Миколайович Бощук, en français : Volodymyr Mykolaïovytch Bochtchouk), né le 3 août 1982, est un sauteur à ski ukrainien actif de 2001 à 2011.
Il participe aux Jeux olympiques d'hiver de 2010.

## Palmarès

### Jeux olympiques d'hiver
| Épreuve / Édition | Vancouver 2010 |
| Petit Tremplin    | 50e            |

### Championnats du monde
| Épreuve / Édition | Épreuve / Édition | Val di Fiemme 2003 | Oberstdorf 2005 | Sapporo 2007 | Liberec 2009 |
| Petit Tremplin    | Petit Tremplin    |                    |                 | 35e          | 44e          |
| Grand Tremplin    | Grand Tremplin    |                    |                 |              | 28e          |
| Par Équipes       | PT                |                    | 16e             |              |              |
| Par Équipes       | GT                | 13e                |                 | 13e          |              |

Légende : PT = petit tremplin, GT = grand tremplin.

### Coupe du monde
- Meilleur classement général : 76e en 2009.
- Meilleur résultat individuel : 26e.